# Martovce
Martovce este o comună slovacă, aflată în districtul Komárno din regiunea Nitra. Localitatea se află la altitudinea de 110 m deasupra n.m., se întinde pe o suprafață de 34,67 km2 și în 2017 număra 687 de locuitori. Se învecinează cu comuna Komárno.

## Istoric
Localitatea Martovce este atestată documentar din 1438.

## Demografie
| An:                | 1994 | 2004   | 2014   | 2024   |
| ------------------ | ---- | ------ | ------ | ------ |
| Număr de persoane: | 806  | 758    | 694    | 692    |
| Diferență:         |      | −5,95% | −8,44% | −0,28% |

| An:                | 2023 | 2024   |
| ------------------ | ---- | ------ |
| Număr de persoane: | 693  | 692    |
| Diferență:         |      | −0,14% |